# 764 Gedania

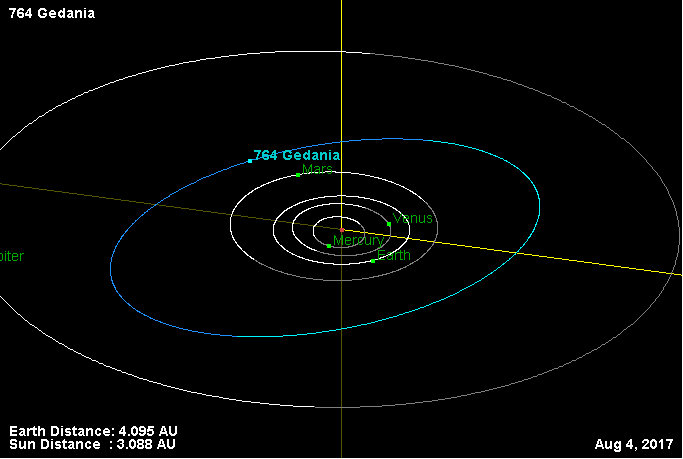

764 Gedania è un asteroide della fascia principale del diametro medio di circa 58,28 km. Scoperto nel 1913, presenta un'orbita caratterizzata da un semiasse maggiore pari a 3,1854027 UA e da un'eccentricità di 0,1068619, inclinata di 10,07292° rispetto all'eclittica.
Il suo nome è un omaggio alla città di Danzica, in Polonia, il cui nome latino era Gedanium.